# Konklave
Et konklave er i den romerskkatolske kirke en forsamling af kardinaler, der vælger en ny pave ved et pavevalg, efter at den gamle pave er død eller træder af, som det var tilfældet med Pave Benedikt 16. Ordet konklave stammer fra latin conclāve og betyder aflukkeligt værelse (bogstaveligt cum clave: med nøgle); specielt om den fra omverdenen afspærrede del af Vatikanpaladset, hvor pavevalget foregår. 
Kardinalerne er normalt enten biskopper (oftest ærkebiskopper) over et stift overalt i verden eller medlemmer af den romerske kurie, den katolske kirkes centrale forvaltning. Kun kardinaler under 80 år er stemmeberettigede og kan deltage i konklavet. Ved konklavet 2025 deltog i alt 133 stemmeberettigede kardinaler.

## Historie
Konklavet i forbindelse med pavevalg blev indført af koncilet i Lyon i 1275, hvor det blev bestemt, at kardinalerne skulle mødes ti dage efter pavens død og låses inde i et konklave, indtil de havde valgt en ny pave. Ordningen blev indført for at tvinge kardinalerne til at foretage et hurtigt valg, efter at valget af pave Gregor 10. havde trukket ud i over to år. Kardinalerne skulle derfor også have ret ubekvemme forhold under konklavet og fra tredjedagen stadig mindre mad. Der er dog siden lempet på strengheden af behandlingen af kardinalerne under konklavet, men de skal stadig spise i enrum og må ikke have nogen kontakt med omverdenen, så længe konklavet varer.

## Proces
To uger efter pavens død vil kardinalerne mødes ved et højtideligt hemmeligt konklave i Det Sixtinske Kapel for at vælge apostlen Peters næste efterfølger. Konklavet må ikke afholdes senere end 20 dage efter. 14 dages-reglen er opstået for at give alle kardinalerne mulighed for at nå frem fra alle verdens hjørner. En regel, som nok mere stemmer overens med den tid, hvor kardinalerne skulle nå frem med hest og vogn end i dag, hvor de kommer flyvende til Rom.
Når kardinalerne ankommer til konklavet, lukkes den store bronzedør bag dem, og alle døre og vinduer bliver forseglet med bly. Tidligere skulle kardinalerne bo i spartanske værelser i selve kapellet, men i dag bliver alle indkvarteret i hotellignende værelser i Santa Martha-huset. Når kardinaler ankommer til konklavet, sværger de at holde alt, hvad der sker under afstemningen, hemmeligt. Hvis de bryder deres løfte, bliver de bortvist fra den katolske kirke.[kilde mangler]
Der gennemføres fire afstemninger om dagen, hvor hver kardinal på en seddel skriver navnet på den person, han ønsker som pave. Denne procedure gennemføres, indtil en kandidat har fået et flertal på 2/3 af stemmerne. Efter hver afstemning brændes stemmesedlerne. Om aftenen sendes røg gennem skorstenen for at give omverdenen besked om, hvorvidt en ny pave er blevet valgt. Ved tilsætning af kemikalier farves røgen sort, hvis afstemningen ikke har givet resultat, og hvid, hvis en ny pave er blevet valgt.
Den nye pave skal formelt bekræfte, at han ønsker at påtage sig valget. Han spørges: "Accepterer De valget af egen, fri vilje?" Besvarer den valgte dette med "Accepto", er han pave fra det øjeblik. Næste spørgsmål lyder: "Hvilket navn ønsker De at blive kaldt?", hvorpå han svarer, hvilket navn han ønsker at antage.
Annuntio vobis gaudium magnum! Habemus Papam! – Jeg meddeler jer en stor glæde! Vi har en pave! Sådan lyder budskabet fra protodiakonen fra balkonen over Peterspladsen i Rom, når valget er truffet. Det sker ved en højtidelig og historisk proces, der følges til punkt og prikke.